# ݜ
Sīn quatre points suscrits ‹ ݜ › est une lettre additionnelle de l’alphabet arabe utilisée dans l’écriture du shina, du shina kohistani, du torwali et de l’ushoji. Elle est composée d’un sīn ‹ س › diacrité de quatre points suscrits.

## Utilisation
En shina, ‹ ݜ › représente une consonne fricative rétroflexe sourde [ʂ].